# سكوت يونغ (لاعب كرة قدم أمريكية)
سكوت يونغ (بالإنجليزية: Scott Young)‏ هو لاعب كرة قدم أمريكية أمريكي، ولد في 15 يوليو 1981 في مدينة سولت ليك في الولايات المتحدة.

## وصلات خارجية
- سكوت يونغ على موقع مرجع كرة القدم المحترفة.كوم (الإنجليزية)